# غويليرمي كوستا ماتشادو سيلفيرا
غويليرمي كوستا ماتشادو سيلفيرا (بالبرتغالية: Guilherme‏) هو لاعب كرة قدم برازيلي في مركز الوسط، ولد في 31 مارس 1994 في ريو دي جانيرو في البرازيل. لعب مع نادي فاسكو دا غاما.

## وصلات خارجية
- غويليرمي كوستا ماتشادو سيلفيرا على موقع قاعدة بيانات كرة القدم.إي يو (الإنجليزية)
- غويليرمي كوستا ماتشادو سيلفيرا على موقع Soccerway.com (الإنجليزية)